# Leukozyten-Oberflächenantigen CD47
Leukocyte surface antigen CD47 ist ein Oberflächenprotein aus der Gruppe der Zelladhäsionsmoleküle.

## Eigenschaften
CD47 bindet Thrombospondin-1 auf Thrombozyten. Es ist glykosyliert und phosphoryliert.

## Bedeutung
Die Expression von CD47 signalisiert "friss mich nicht". Es schützt intakte Körperzellen vor dem Angriff von Makrophagen. Es wird aber auch von bösartigen Lymphom- und Leukämiezellen exprimiert und vermindert so die körpereigene Tumorabwehr. HU5F9-G4 (früher 5F9) ist ein Antikörper, der CD47 blockiert. In einer Phase-1-Studie zeigte HU5F9-G4 in Kombination mit Rituximab bei der Anwendung an Patienten mit malignen Lymphomen eine vielversprechende Aktivität. Vor einer klinischen Anwendung müssen noch weitere Studien abgewartet werden.